# Угловский, Михаил Николаевич
Михаи́л Никола́евич Угло́вский (6 [19] ноября 1911, дер. Лужевица, Вологодская губерния — 8 августа 1943, у с. Снеги, Харьковская область) — советский военный. Участник Великой Отечественной войны. Герой Советского Союза (1943, посмертно). Гвардии майор.

## Биография
Михаил Николаевич Угловский родился 6 (19) ноября 1911 года в деревне Лужевица Великоустюжского уезда Вологодской губернии (ныне деревня Великоустюгского района Вологодской области Российской Федерации) в крестьянской семье. Русский. Окончил начальную школу в соседней деревне Выставка. Работал в личном крестьянском хозяйстве. С 1931 года — в колхозе «Добрый Путь».
В ряды Рабоче-крестьянской Красной Армии М. Н. Угловский был призван в 1933 году. Срочную службу красноармеец М. Н. Угловский проходил в 1-м дивизионе 110-го артиллерийского полка Приволжского военного округа. После прохождения срочной службы остался на сверхсрочную. Был назначен старшиной батареи. В 1936 году окончил курсы младших лейтенантов. Службу продолжил в своей части командиром полубатареи. За успехи в боевой и политической подготовке лейтенант М. Н. Угловский поощрялся командованием Приволжского военного округа и командующим артиллерией РККА именными часами и ценными подарками. В 1938 году за успешное испытание новых образцов артиллерийского вооружения Михаил Николаевич был награждён орденом «Знак Почёта». В 1939 году избирался депутатом Саратовского городского Совета депутатов трудящихся. Незадолго до начала Великой Отечественной войны Михаил Николаевич окончил курсы усовершенствования командного состава. В звании старшего лейтенанта был направлен в 338-й противотанковый артиллерийский полк 5-й противотанковой артиллерийской бригады 5-й армии Киевского особого военного округа, где был назначен на должность старшего адъютанта артиллерийского дивизиона.
В боях с немецко-фашистскими захватчиками старший лейтенант М. Н. Угловский с первых дней войны на Юго-Западном фронте. Боевое крещение принял в боях под Новоградом Волынским, где 5-я противотанковая артиллерийская бригада прикрывала отход войск Юго-Западного фронта за реку Случь. За три дня боёв 338-й противотанковый артиллерийский полк бригады отразил 13 атак противника, уничтожив 27 танков, 7 бронемашин и около 150 автомашин. Дивизион старшего лейтенанта Угловского оставлял занимаемые рубежи одним из последних, в результате чего попал в окружение. До ноября 1941 года Михаил Николаевич числился пропавшим без вести. После выхода из окружения старший лейтенант М. Н. Угловский был назначен на должность командира артиллерийского дивизиона 122-миллиметровых гаубиц 817-го артиллерийского полка 293-й стрелковой дивизии 40-й армии Юго-Западного фронта. Зимой 1941—1942 годов Михаил Николаевич участвовал в оборонительных боях на Белгородском направлении. 8 и 9 января 1942 года старший лейтенант Угловского силами 3-х 122-миллиметровых гаубиц отразил атаки немецких танков в районе посёлка Муром (ныне посёлок Шебекинского района Белгородской области) обеспечив отход двух стрелковых полков и специальных подразделений 2-й гвардейской стрелковой дивизии на заранее подготовленные позиции. Всего за период с 27 декабря 1941 года по 19 января 1942 года дивизион старшего лейтенанта Угловского уничтожил 4 танка, 39 вражеских пулемётов, 8 орудий, 13 миномётов и до батальона пехоты. Огнём орудий дивизиона было подавлено 27 огневых точек, 4 миномёта и 5 артиллерийских орудий.
В апреле 1942 года 817-й артиллерийский полк был передан в состав 76-й стрелковой дивизии 21-й армии. В её составе Михаил Николаевич участвовал в Харьковской операции. В результате немецкого контрнаступления под Харьковом 21-я армия вынуждена была с боями отступить к Дону и занять оборону в районе станицы Клетская. В составе Юго-Западного фронта 1-го формирования, Сталинградского фронта и Юго-Западного фронта 2-го формирования армия удерживала занимаемые рубежи в ходе Сталинградской битвы до октября 1942 года. К этому времени командир 2-го артиллерийского дивизиона 817-го артиллерийского полка М. Н. Угловский был произведён в капитаны. В начале октября 1942 года немецкие войска атаковали позиции 21-й армии. 7 октября 1942 года 2-й дивизион 817-го артиллерийского полка под командованием капитана Угловского отразил мощную атаку противника у хутора Поднижний (ныне село Клетского района Волгоградской области). Тем не менее подразделения 21-й армии были вынуждены отойти за Дон.
Перед началом общего контрнаступления советских войск под Сталинградом перед 21-й армией была поставлена задача вновь овладеть плацдармом на правом берегу Дона. 23 октября 76-я стрелковая дивизия во взаимодействии с 278-й стрелковой дивизией после артиллерийской подготовки перешли в наступление и после упорных боёв 25 октября овладели станицей Клетской. При прорыве немецкой обороны дивизион капитана М. Н. Угловского уничтожил 7 пулемётных гнёзд, 1 ДЗОТ, 4 орудия, 1 миномётную батарею и до 175 солдат и офицеров противника. Силами дивизиона был также подавлен огонь 2-х ДЗОТов, 4-х орудий и 3-х миномётных батарей. После освобождения станицы Клетской дивизион занял оборону на прилегающих высотах и отразил 14 контратак немцев. За отличие при прорыве обороны противника 76-я стрелковая дивизия приказом НКО СССР № 375 от 23 ноября 1942 года была преобразована в 51-ю гвардейскую стрелковую дивизию. 817-й артиллерийский полк получил почётное наименование 122-го гвардейского артиллерийского полка. На завершающем этапе Сталинградской битвы Михаил Николаевич в составе Донского фронта участвовал в операциях «Уран» и «Кольцо». На основании директивы Ставки Верховного Главнокомандования от 16 апреля 1943 года за отличие в ходе Сталинградской битвы 21-я армия была преобразована в 6-ю гвардейскую армию. 1 мая 1943 года она была включена в состав Воронежского фронта и начала подготовку к Курской битве. Михаил Николаевич, получивший к этому времени звание майора, был назначен командиром 122-го гвардейского артиллерийского полка 51-й гвардейской стрелковой дивизии.
Перед началом Курской битвы 51-я гвардейская стрелковая дивизия занимала оборону на южном фасе Курской дуги в районе Обояни. 122-й гвардейский артиллерийский полк гвардии майора М. Н. Угловского занимал позиции у посёлка Яковлево Белгородской области. В полдень 7 июля 1943 года позиции 122-го гвардейского артиллерийского полка были атакованы немецкими частями силою до 100 танков и 2-х батальонов пехоты. С воздуха наступление поддерживало до 50-ти немецких штурмовиков. В ходе боя 25 немецких танков при поддержке взвода пехоты сумели выйти во фланг 1-го дивизиона полка, создав угрозу его окружения. Гвардии майор М. Н. Угловский прибыл на позиции дивизиона в самый тяжёлый момент и лично руководил отражением атаки врага. Когда смертью героя пал наводчик орудия гвардии младший сержант А. А. Власов, Михаил Николаевич сам встал к орудию и уничтожил 3 немецких танка, в том числе один «Тигр».
8 июля 1943 года 29 немецких танков прорвались к позициям 4-й батареи в районе села Покровка (ныне посёлок Ивнянского района Белгородской области) и окружили её. Сняв с позиций в районе деревни Большие Маячки (ныне посёлок Рождественка Ивнянского района Белгородской области) 5-ю батарею, гвардии майор М. Н. Угловский контратаковал противника, и выдвинув орудия на прямую наводку, уничтожил несколько танков, вынудив остальные отступить. В ходе боя Михаил Николаевич вновь сам встал к орудию и лично подбил 4 немецких танка.
Всего за период с 5 по 12 июля полк гвардии майора Угловского уничтожил 107 танков противника, до 100 автомашин с боеприпасами, 60 ручных пулемётов и около 5300 солдат и офицеров противника. С 3 августа 1943 года 122-й гвардейский артиллерийский полк участвовал в Белгородско-Харьковской операции и за несколько дней наступления прошёл с боями свыше 100 километров. 8 августа 1943 года в районе села Снеги Золочевского района Харьковской области автомашина гвардии майора М. Н. Угловского попала под бомбёжку. Михаил Николаевич был тяжело ранен осколком снаряда и через полчаса скончался. Похоронен в селе Уды Золочевского района Харьковской области Украины.
21 сентября 1943 года гвардии майору Угловскому Михаилу Николаевичу Указом Президиума Верховного Совета СССР было присвоено звание Героя Советского Союза посмертно.

## Награды
- Медаль «Золотая Звезда» (21.09.1943, посмертно);
- орден Ленина (21.09.1943, посмертно);
- два ордена Красного Знамени (21.03.1942, 03.02.1943);
- Орден Отечественной войны 2-й степени (25.01.1943);
- орден «Знак Почёта» (22.02.1938).

## Память
- Памятник Герою Советского Союза М. Н. Угловскому установлен на месте его гибели в селе Уды Золочевского района Харьковской области Украины.
- Мемориальные доски в честь Героя Советского Союза М. Н. Угловского установлены в городе Великий Устюг и деревне Лужевице Вологодской области.
- Имя Героя Советского Советского Союза М. Н. Угловского увековечено в Парке Победы на Поклонной горе в Москве.
- Был выпущен конверт с портретом Героя Советского Союза гвардии майора М. Н. Угловского[1].
- Имя Героя Советского Советского Союза М. Н. Угловского носит средняя школа в селе Уды Золочевского района Харьовской области Украины.
- Подвиг Героя Советского Союза М. Н. Угловского изображён на диораме «Курская битва» в музее на Поклонной горе в Москве.

## Документы
- Общедоступный электронный банк документов «Подвиг Народа в Великой Отечественной войне 1941—1945 гг.» Дата обращения: 23 июня 2012. Архивировано из оригинала 13 марта 2012 года.

Представление к званию Героя Советского Союза. Дата обращения: 23 июня 2012. Архивировано 26 сентября 2012 года.
Комплект наградных документов на орден Красного Знамени (приказ о награждении от 21.03.1942). Дата обращения: 23 июня 2012. Архивировано 26 сентября 2012 года.
Комплект наградных документов на орден Красного Знамени (приказ о награждении от 03.02.1943). Дата обращения: 23 июня 2012. Архивировано 26 сентября 2012 года.
Комплект наградных документов на орден Отечественной войны 2 степени. Дата обращения: 23 июня 2012. Архивировано 26 сентября 2012 года.
- Обобщённый банк данных «Мемориал». Дата обращения: 23 июня 2012. Архивировано из оригинала 10 мая 2012 года.

ЦАМО, ф. 33, оп. 11458, д. 117. Дата обращения: 27 апреля 2020. Архивировано 26 сентября 2012 года.
ЦАМО, ф. 56, оп. 12220, д. 12. Дата обращения: 27 апреля 2020. Архивировано 26 сентября 2012 года.
ЦАМО, ф. 58, оп. 818883, д. 1226. Дата обращения: 27 апреля 2020. Архивировано 26 сентября 2012 года.
ЦАМО, ф. 33, оп. 11459, д. 199. Дата обращения: 27 апреля 2020. Архивировано 26 сентября 2012 года.
ЦАМО, ф. 33, оп. 11458, д. 58. Дата обращения: 27 апреля 2020. Архивировано 26 сентября 2012 года.